# La Boissière (Jura)
La Boissière és un municipi francès situat al departament del Jura i a la regió de Borgonya - Franc Comtat. L'any 2007 tenia 64 habitants.

## Demografia

### Població
El 2007 la població de fet de La Boissière era de 64 persones. Hi havia 28 famílies de les quals 8 eren unipersonals (8 homes vivint sols), 12 parelles sense fills i 8 parelles amb fills.
La població ha evolucionat segons el següent gràfic:
Habitants censats

### Habitatges
El 2007 hi havia 49 habitatges, 28 eren l'habitatge principal de la família, 15 eren segones residències i 6 estaven desocupats. 45 eren cases i 4 eren apartaments. Dels 28 habitatges principals, 17 estaven ocupats pels seus propietaris i 12 estaven llogats i ocupats pels llogaters; 3 tenien tres cambres, 13 en tenien quatre i 13 en tenien cinc o més. 22 habitatges disposaven pel capbaix d'una plaça de pàrquing. A 10 habitatges hi havia un automòbil i a 16 n'hi havia dos o més.

### Piràmide de població
La piràmide de població per edats i sexe el 2009 era:
| Homes | Edats   | Dones |
| ----- | ------- | ----- |
| 0     | 95 o +  | 0     |
| 0     | 90 a 94 | 0     |
| 0     | 85 a 89 | 0     |
| 4     | 80 a 84 | 0     |
| 0     | 75 a 79 | 0     |
| 0     | 70 a 74 | 4     |
| 4     | 65 a 69 | 4     |
| 0     | 60 a 64 | 0     |
| 4     | 55 a 59 | 4     |
| 0     | 50 a 54 | 0     |
| 4     | 45 a 49 | 0     |
| 0     | 40 a 44 | 4     |
| 0     | 35 a 39 | 0     |
| 0     | 30 a 34 | 0     |
| 0     | 25 a 29 | 0     |
| 4     | 20 a 24 | 4     |
| 4     | 15 a 19 | 0     |
| 0     | 10 a 14 | 0     |
| 0     | 5 a 9   | 0     |
| 0     | 0 a 4   | 0     |

## Economia
El 2007 la població en edat de treballar era de 36 persones, 24 eren actives i 12 eren inactives. De les 24 persones actives 21 estaven ocupades (11 homes i 10 dones) i 3 estaven aturades (1 home i 2 dones). De les 12 persones inactives 6 estaven jubilades i 6 estaven classificades com a «altres inactius».

## Poblacions més properes
El següent diagrama mostra les poblacions més properes.